# Ophiomyia kilimanii
Ophiomyia kilimanii este o specie de muște din genul Ophiomyia, familia Agromyzidae, descrisă de Spencer în anul 1985.
Este endemică în Kenya. Conform Catalogue of Life specia Ophiomyia kilimanii nu are subspecii cunoscute.